# Истли (район)
Истли (англ. Eastleigh) — неметрополитенский район (англ. non-metropolitan district) со статусом боро в графстве Гэмпшир (Англия). Административный центр — город Истли.

## География
Район расположен в южной части графства Гэмпшир, с двух сторон окружает город Саутгемптон, на юге выходит на побережье залива Саутгемптон-Уотер.

## История
Район образован 1 апреля 1974 года в результате объединения боро Истли и части сельского района (англ. Rural District) Уинчестер.

## Состав
В состав района входят 2 города:
- Истли
- Хедж-Энд

и 9 общин (англ. civil parish):
- Оллбрук
- Бишопсток
- Ботли
- Берследон
- Чандлерс-Форд
- Фэр-Ок-энд-Хортон-Хит
- Хамбл-ле-Райс
- Хаунд
- Уэст-Энд